# Duomo di Asiago
La chiesa di San Matteo è il duomo nonché la parrocchiale di Asiago, in provincia di Vicenza e diocesi di Padova; fa parte del vicariato di Asiago.

## Storia

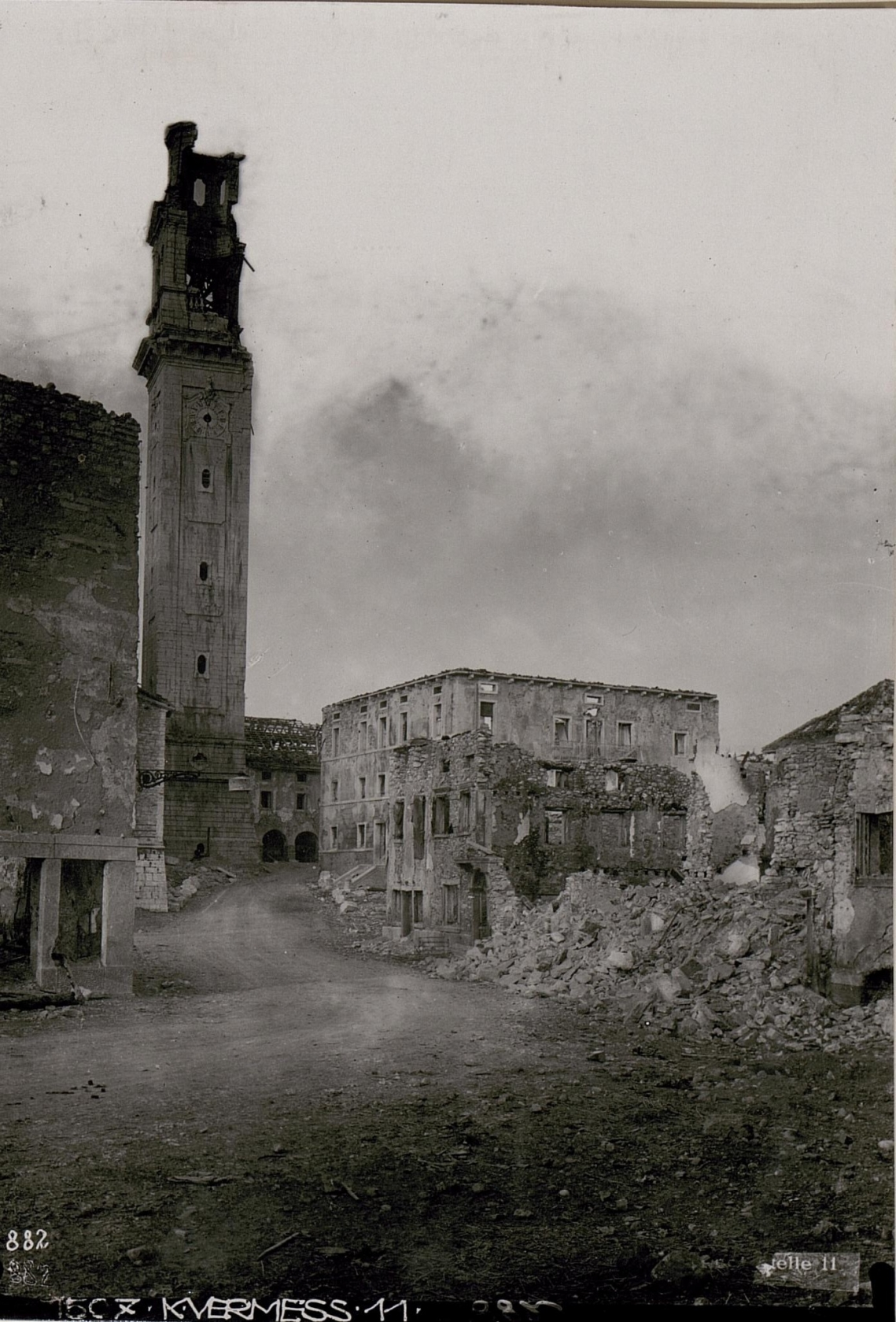
Quello che restava del campanile e del duomo dopo le devastazioni subite durante la Prima Guerra mondiale

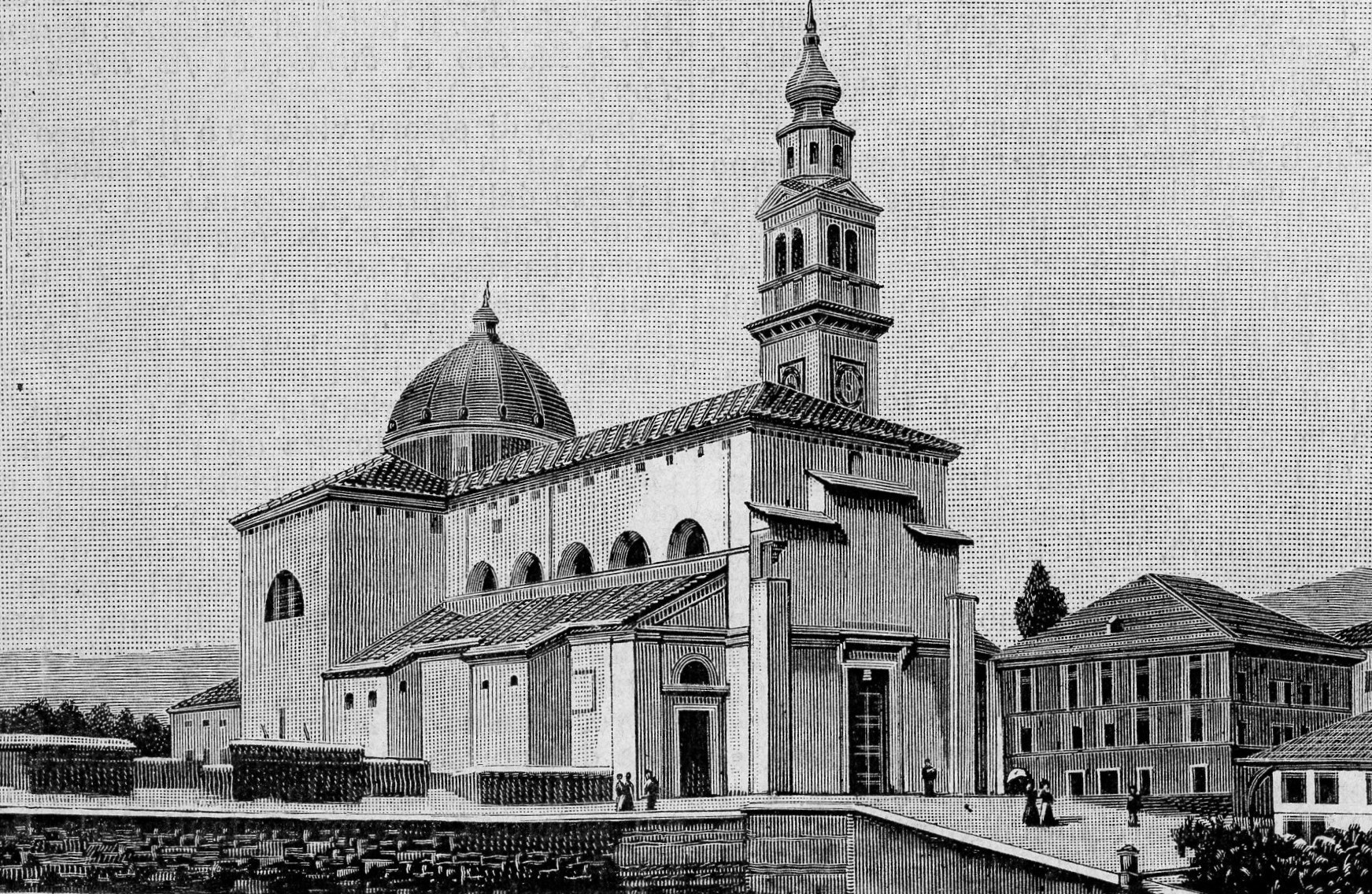
Il Duomo di Asiago in una xilografia di fine Ottocento

Si sa che la primitiva chiesa di Asiago era in legno. Detto edificio venne riedificato in pietra nel 1393, restaurato nel 1487 e consacrato nel 1488. Nel 1582 papa Gregorio XIII concesse al comune di Asiago il diritto di patronato di eleggere il parroco. Nel 1617 fu rifatto il presbiterio, nel 1633 alla chiesa fu concesso il titolo di arcipretale e nel 1642 venne iniziata la costruzione delle navate laterali, quella verso mezzogiorno fu subito realizzata, i lavori per la seconda, posta  a tramontana, finirono solo nel 1740. Nel 1755 fu demolito il campanile perché pericolante e ricostruito dalle fondamenta; fu inaugurato nel 1763, anno in cui la parrocchiale venne riconsacrata. Il duomo venne riedificato in stile neoclassico tra il 1842 ed il 1870 e consacrato il 2 settembre 1888; fu però distrutto nel 1916, durante la prima guerra mondiale.
L'attuale duomo venne costruito dopo il termine del conflitto e fu completato nel 1922.

## Interno
Opere di pregio custodite all'interno del duomo sono una pala, dipinta da Francesco da Ponte il Vecchio all'inizio del XVI secolo e restaurata dopo la prima guerra mondiale e raffigurante la Madonna col Bambino e, vicino, i Santi Matteo e Giovanni, una statua in legno dipinto e dorato con la Beata Vergine Maria ed il Bambino posta sull'altare della Madonna del Carmine ed intagliata nel 1922 da Giuseppe Rifesser, e, infine, una pala di Francesco da Ponte il Giovane (nipote di Francesco da Ponte il Vecchio) realizzata tra il 1575 ed il 1580, il cui soggetto è Sant'Antonio Abate con i santi Giustina, Lucia, Rocco, Vito, Modesto e Crescenzia.

## Campane
All'interno del campanile troviamo 8 campane a slancio. Il concerto originale era composto da 6 campane, inizialmente fuse da Cavadini di Verona nel 1822. Durante la prima Guerra Mondiale venne distrutto e successivamente ne fu fuso un altro sempre da Cavadini ma nel 1921. Durante la rimozione del Sib2 per fabbricazioni di guerra nel 1943, i congegni si spezzarono e la campana precipitò dal basso crepandosi. Successivamente fu rifusa presso la Fonderia Colbachini di Bassano nel 1949. La stessa fonderia rifuse nel 1954 la terza campana perché probabilmente il precedente bronzo di Cavadini 1921 si incrinò. Tuttora le campane di Cavadini attuali rimangono la seconda, quarta, quinta e sesta. Durante il restauro avvenuto nel 2015 vennero fuse altre 2 campane più piccole presso a Vittorio Veneto dalla fonderia De Poli, che costituiscono il settimo e l'ottavo grado della scala diatonica.
Qua sotto troviamo i dati completi di tutto il concerto:
| Nr | Nota | Fonderia                                     | Anno | Dedicazione             | Diametro | Massa   | Sistema di suono | Note |
| -- | ---- | -------------------------------------------- | ---- | ----------------------- | -------- | ------- | ---------------- | --- |
| 1  | Sib2 | Pietro Colbachini di Bassano del Grappa (VI) | 1949 | San Matteo              | 167,5 cm | 2864 kg | Slancio          | Rifusa da una precedente Cavadini anno 1921. Viene chiamata "Matìo"                                                                     |
| 2  | Do3  | Vescovile Cavadini di Verona                 | 1921 | Santa Maria del Carmine | 151,9 cm | 2185 kg | Slancio          | |
| 3  | Re3  | Pietro Colbachini di Bassano del Grappa (VI) | 1954 | San Giuseppe            | 126,1 cm | 1280 kg | Slancio          | Rifusa da una precedente Cavadini anno 1921                                                                                             |
| 4  | Mib3 | Vescovile Cavadini di Verona                 | 1921 | San Rocco               | 127 cm   | 1242 kg | Slancio          | |
| 5  | Fa3  | Vescovile Cavadini di Verona                 | 1921 | San Modesto             | 112,9 cm | 874 kg  | Slancio          | |
| 6  | Sol3 | Vescovile Cavadini di Verona                 | 1921 | Beata Giovanna          | 100,8 cm | 654 kg  | Slancio          | |
| 7  | La3  | De Poli di Vittorio Veneto (TV)              | 2015 | Agnello di Dio          | 87 cm    | 430 kg  | Slancio          | Aggiunta durante il restauro del 2015. È purtroppo priva di battaglio e di motore (ha però l'elettrobattente per suonare nelle melodie) |
| 8  | Sib3 | De Poli di Vittorio Veneto (TV)              | 2015 | Grande Rogazione        | 82 cm    | 352 kg  | Slancio          | Aggiunta durante il restauro del 2015                                                                                                   |

Dati delle vecchie campane prima e terza di Cavadini:
- Sib2. Diametro 170 cm e massa 2990 kg.
- Re3. Diametro 136 cm e massa 1556 kg.